# Sirius Calling
Sirius Calling ist ein Musikalbum des Art Ensemble of Chicago. Die vom 4. bis 6. April 2003 im Studio Audio for the Arts in Madison, Wisconsin, entstandenen Aufnahmen erschienen am 7. September 2004 auf Pi Recordings.

## Hintergrund
Nach dem Tod des Trompeters Lester Bowie im Jahr 1999 schien es, als sei das Art Ensemble of Chicago am Ende, notierte Scott Yanow. Nachdem der Holzbläser Joseph Jarman die Gruppe Anfang der 1990er-Jahre verlassen hatte, bestand die Gruppe nur noch aus dem Trio Roscoe Mitchell, Malachi Favors und Don Moye. Jarman trat dem Art Ensemble 2003 jedoch erneut bei und die Gruppe arbeitete weiter.
Sirius Calling enthält 14 Stücke in Quartett-Besetzung. Das Material zu Sirius Calling entstand bei den Sessions zum Album The Meeting; neun der 14 Titel des Albums stammen vom Art Ensemble, was wohl bedeutet, dass der Großteil der Musik vollständig improvisiert ist, notierte Chris Kelsey. Es ist das letzte Album mit dem Bassisten Malachi Favors, der 2004 starb.

## Titelliste
- Art Ensemble of Chicago: Sirius Calling (Pi Recordings 11)[3]

1. Sirius Calling 3:23
2. Come On Y’All 3:25
3. Two-Twenty (Famoudou Don Moye, Joseph Jarman) 2:20
4. He Took a Cab to Neptune 6:22
5. Everyday’s a Perfect Day (Famoudou Don Moye, Joseph Jarman) 2:47
6. Till Autumn (Roscoe Mitchell) 6:06
7. Dance of Circles 5:37
8. Cruising with JJ 4:33
9. You Can’t Get Away 3:48
10. Taiko 9:11
11. There’s a Message for You 4:19
12. Slow Tenor and Bass (Roscoe Mitchell) 5:19
13. Voyage (Malachi Favors, Roscoe Mitchell) 3:30
14. The Council 3:30

Wenn nicht anders vermerkt, stammen die Kompositionen vom Art Ensemble of Chicago.

## Rezeption
Scott Yanow verlieh dem Album in Allmusic dreieinhalb Sterne und schrieb, die Musik sei so experimentierfreudig wie eh und je und reiche von Mitchells Zirkularatmung im Titelstück über ein paar skurrile Momente bis hin zu mehreren Gruppenimprovisationen. Man würde zwar Bowies Sinn für Humor und Sound vermissen, und einige der Perkussion-Stücke (insbesondere „Taiko“) wirkten ziellos und mäandrierend, aber das Zusammenspiel zwischen den vier Musikern, die Stimmungsvariation (die von jubelnden bis hin zu introspektiven Klangexperimenten reiche) und die breite Palette an Klangfarben (Mitchell und Jarman spielen viele verschiedene Instrumente) sorge dafür, dass die prägnante Musik in der Regel immer wieder faszinierend bleibe.
„Wer weiß, was die Zukunft für das Art Ensemble bereithält“, fragte sich Chris Kelsey 2004 bei seiner Plattenkritik in JazzTimes; Der Verlust von Lester Bowie wäre schon schlimm genug gewesen. Der Tod des Bassisten Malachi Favours im Jahr 2004 brachte die Hälfte der unvergleichlichen Rhythmusgruppe der Band zum Schweigen. Es sei schwer vorstellbar, dass der Gruppe das melodische/perkussive Genie von Favours ersetzen könne. Wie immer würde eine durchdachte Interaktion die ausgedehnten Improvisationen der Gruppe prägen. Mitchells „Til Autumn“ sei eine komplexe Swing-Nummer im Stil von Charles Mingus, die an die Blütezeit des AEC in den 1970er- und 80er-Jahren erinnere. Favours und Schlagzeuger Don Moye würden seit langem zu den härtesten Avantgardisten gehören, und keine zeitgenössische Rhythmusgruppe verfüge über ein umfassenderes Verständnis der Musikgeschichte. Moyes fein schattierter Einsatz der Becken rufe Licht hervor, und seine subtilen Taktverschiebungen erzeugten Leichtigkeit. Tatsächlich sei der Gruppensound der Art Ensemble of Chicago leuchtend.